# Teatro de Pompeu
O Teatro de Pompeu (em latim: Theatrum Pompeii) foi uma estrutura da Roma Antiga construída já no final do período republicano, em 55 a.C. Cercado por grandes pórticos colunados, a estrutura contava ainda com um grande jardim com um complexo sistema de fontes e muitas estátuas. Ao longo das arcadas cobertas existiam salas dedicadas à exposição de obras de arte colecionadas por Pompeu Magno durante suas campanhas.
Do lado oposto ao jardim havia uma cúria, conhecida como Cúria Pompeia, para realização de reuniões políticas frequentemente utilizada pelo Senado para suas sessões. Este edifício é famoso por ter sido o
local onde Júlio César foi assassinado pelos senadores conhecidos como liberatores.
O último registro de obras de recuperação na estrutura é do período entre 507 e 511 d.C. Depois do declínio populacional de Roma durante e depois da Guerra Gótica (535–554) já não existia mais necessidade de um grande teatro na cidade. O revestimento de mármore passou então a ser utilizado para reformar outros edifícios da cidade. Como o teatro ficava perto do Tibre eram frequentes as inundações, o que ajudou a deteriorar ainda mais a estrutura. A estrutura central em concreto ainda estava de pé no século IX, mas, no século XI, as ruínas foram convertidas em duas igrejas e diversas residências, permanecendo visível apenas o contorno estrutura. Por volta de 1150, a poderosa família Orsini comprou todos os edifícios no local do antigo teatro e transformou a estrutura toda numa grande fortaleza, o Palazzo Orsini Pio Righetti. Mais tarde, ainda durante a Idade Média, o Campo de' Fiori foi construído justamente onde estavam as ruínas do teatro. Atualmente ainda existem seções do teatro, mas sob as estruturas de edifícios mais modernos.

## História

### Origem
Pompeu financiou a construção deste teatro para aumentar sua popularidade durante seu segundo consulado e foi inspirado por uma visita, em 62 a.C., ao teatro grego em Mitilene. As obras começaram por volta de 61 a.C. e a inauguração ocorreu em 55 a.C. Até então, estruturas permanentes de teatros eram proibidas em Roma e, para contornar essa proibição, Pompeu adquiriu um terreno no Campo de Marte, fora do pomério de Roma, a fronteira sagrada que dividia a cidade de Roma da zona rural da cidade ("ager Romanus"). Pompeu também financiou a construção do Templo da Vênus Victrix, perto do alto da arquibancada do teatro, o que permitiu que ele alegasse não ter construído um teatro, mas, nas suas palavras, "um templo de Vênus ao qual acrescentei a arquibancada de um teatro".
O teatro foi dedicado em 52 a.C. e na ocasião foram apresentadas duas peças: "Clitemnestra", de Ácio, e "Equos Troianus", que pode ser de Lívio Andrônico ou de Cneu Névio. Clódio Esopo, um renomado ator trágico da época, saiu de sua aposentadoria para participar do evento. Além disto foram realizadas ainda lutas de gladiadores contra animais exóticos.
Por quarenta anos, o teatro de Pompeu foi o único teatro permanente localizado em Roma, o que mudou em 13 a.C. com a construção do Teatro de Balbo, também no Campo de Marte, por Lúcio Cornélio Balbo. Apesar disto, o teatro de Pompeu continuou sendo o principal teatro da cidade, tanto pelo seu tamanho quanto por seu esplendor. Com o objetivo de capturar, por associação, um pouco da fama da obra de Pompeu, diversos romanos ricos construíram seus próprios teatros na região, que acabou se tornando o distrito teatral de Roma.

### Final da República e período imperial
Depois da derrota de Pompeu durante a grande guerra civil (49–45 a.C.), César utilizou o teatro para celebrar seu triunfo sobre as forças pompeianas na África. A Cúria Pompeia, que ficava no complexo do teatro perto do moderno Largo di Torre Argentina, foi o local do assassinato de Júlio César em 44 a.C.. Augusto reformou parte do complexo em 32 a.C. e, em 21 d.C., Tibério começou a reconstruir uma parte do teatro que fora destruída por um incêndio, uma obra que só terminou na época de Calígula. Cláudio re-dedicou o Templo da Vênus Victrix, Nero dourou o interior e tanto Domiciano quanto Sétimo Severo realizaram grandes reformas que alteraram a estrutura original. Por séculos, o pórtico e as arcadas cobertas foram mantidas pelos sucessivos imperadores.

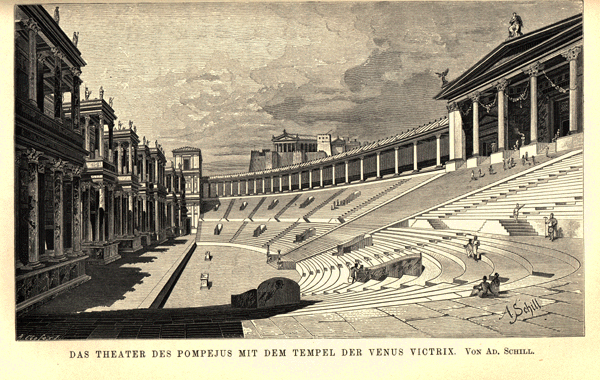
Vista ilustrativa do interior. À esquerda, o palco e a frente de palco (scaenae frons). À direita, a arquibancada e o Templo da Vênus Victrix no alto.

Depois da queda do Império Romano do Ocidente, em 476, o teatro de Pompeu continuava em uso. Quando Roma foi conquistada pelo Reino Ostrogótico, a estrutura foi novamente reformada entre 507 e 511 a.C. Esta seria a última renovação. Depois da destrutiva Guerra Gótica (535–554) já não havia mais necessidade de um grande teatro em Roma, pois a população da cidade havia diminuído drasticamente. Por isto, o complexo todo foi abandonado e se arruinou.

### Idade Média em diante
Durante a Alta Idade Média, o revestimento de mármore do complexo foi removido e utilizado para manter outros edifícios. Por estar localizado perto do Tibre, o edifício era constantemente alagado durante inundações, o que danificou ainda mais a estrutura. No século VIII, um livro escrito por um peregrino à Roma citou edifício como sendo um "theatrum"; a estrutura interior de concreto do teatro ainda estava de pé no século IX. No século XII, diversos outros edifícios já haviam sido construídos sobre as ruínas; duas igrejas, Santa Barbara e Santa Maria in Grottapinta, foram construídas no local, com esta última provavelmente ocupando um dos corredores de acesso ao teatro. Apesar disto, a planta do teatro ainda era reconhecível. Em 1140, uma fonte se referiu às ruínas como "Theatrum Pompeium" e outra como "templo de Cneus pompeii". Em 1150, um tal João de Ceca é citado como tendo vendido um "trillium" (uma estrutura redonda), possivelmente a curva do teatro, para um ancestral da família Orsini. Em 1296, o local do teatro foi transformado numa fortaleza pelos Orsinis. Mais tarde, o Campo de' Fiori foi aberto no local e o que restava da estrutura do teatro foi incorporado por outros edifícios ou desmontado para servir como fonte de material de construção.
Atualmente não há muitas partes visíveis do antigo teatro, pois os vestígios da estrutura foram completamente soterrados por estruturas que estão entre o Campo de' Fiori e o Largo di Torre Argentina. A maior porção intacta do teatro está no Palazzo della Cancelleria, que utilizou muito do travertino branco do teatro em seu revestimento. As grandes colunas vermelhas e cinzas que estão no pátio vieram dos pórticos da seção superior da arquibancada coberta, de onde foram retiradas primeiro para construir a antiga basílica de San Lorenzo. Apesar de o teatro em si não ser mais reconhecível, ainda é possível reconhecer o formato semi-circular da estrutura a leste do Campo de' Fiori no Palazzo Orsini Pio Righetti. O trajeto da Via di Grotta Pinta, perto da Via dei Chiavari, também segue formato do palco original do teatro. Nos porões e adegas de vinho de vários edifícios do Campo de' Fiori ainda são visíveis arcos e fragmentos das paredes e fundações do teatro. A planta do Palazzo Pio também revela que partes da estrutura do teatro foram re-utilizadas como paredes para novas salas ou quartos.

## Escavação e investigações sobre as ruínas

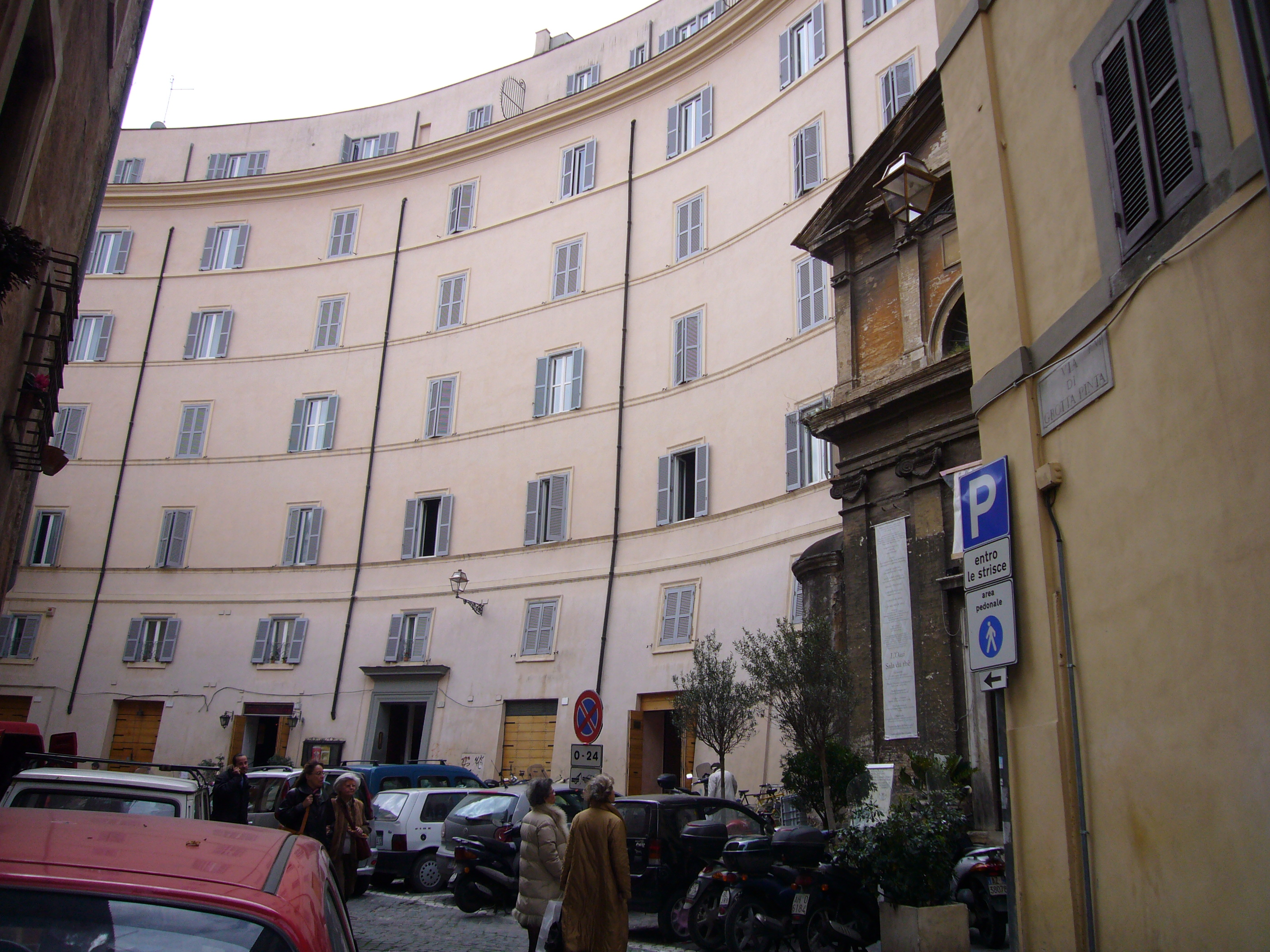
O arco do Teatro de Pompeu ainda é visível hoje nos prédios da Via di Grotta Pinta.

Um dos primeiros indivíduos a desenhar as ruínas do teatro foi Giovanni Battista Piranesi, que produziu duas notáveis gravuras do teatro em meados do século XVIII. O primeiro, intitulado "Uma Demonstração das Ruínas Atuais do Teatro de Pompeu" (em italiano:  "Dimonstrazione del Odierno Avanzo del Teatro di Pompeo"), ilustra as ruínas tanto numa visão "olho de pássaro" quanto em seção transversal. Ela sugere que os únicos resquícios da antiga estrutura no século XVIII eram partes da arquibancada perto da orquestra ("ima cavea"). Piranesi nota especificamente que quatro das grandes portas ("vomitoria") através das quais os espectadores entravam no complexo ainda existiam.
A outra gravura, intitulada "Os Resquícios do Teatro de Pompeu", mostra uma visão mais artística da estrutura. A ilustração, de frente para o sudeste, revela que a ainda existente ima cavea ainda tinha quatro cunei (seções em forma de cunha da ima cavea que eram divididas pelas já mencionadas portas de entrada), mas que o cuneus mais ocidental havia sido partido no meio para permitir a colocação dos antigos degraus que levavam ao Templo da Vênus Victrix. A imagem também revela um arco estrutural remanescente que originalmente suportava o peso da media e da suma caveae. É importante notar que, apesar de interessantes, Piranesi baseou suas gravuras principalmente no que ele conseguia discernir da estrutura original; na legenda da "Demonstração…", ele explicitamente menciona que estas gravuras ilustram como o teatro se pareceria se a estrutura fosse adequadamente escavada, pois estruturas modernas ainda existiam no local.
Luigi Canina (1795–1856) foi o primeiro a realizar uma pesquisa profissional no local. Ele examinou todas as ruínas que conseguiu e combinou as informações que obteve com a famosa descrição de Vitrúvio de como deveria ser um teatro romano, produzindo uma planta do teatro. Posteriormente, em 1837, Victoire Baltard utilizou a obra de Canina e informações obtidas na "Forma Urbis" para produzir um plano mais refinado. Assim como Piranesi, Baltard também criou uma ilustração de como as ruínas se pareceriam se tivessem sido escavadas.

## Descrição
A estrutura do teatro e o quadripórtico anexo tinham muitos usos. A área, conhecida como Pórtico de Pompeu, que ficava atrás do palco e era cercada, era utilizada pelos espectadores para passeios nos intervalos das apresentações e ali eram vendidos comidas e bebidas. Ali estavam estátuas de grandes atores e artistas. Longas arcadas exibiam a coleção de pinturas e esculturas amealhada por Pompeu em suas campanhas e era um espaço aberto próprio para realizar grandes reuniões públicas. Suntuosas fontes eram alimentadas por água de um aqueduto próximo e armazenada no local. Nâo se sabe, porém, se a água era suficiente para manter as fontes funcionando por apenas algumas horas ou se elas funcionavam ininterruptamente.

### Arquitetura

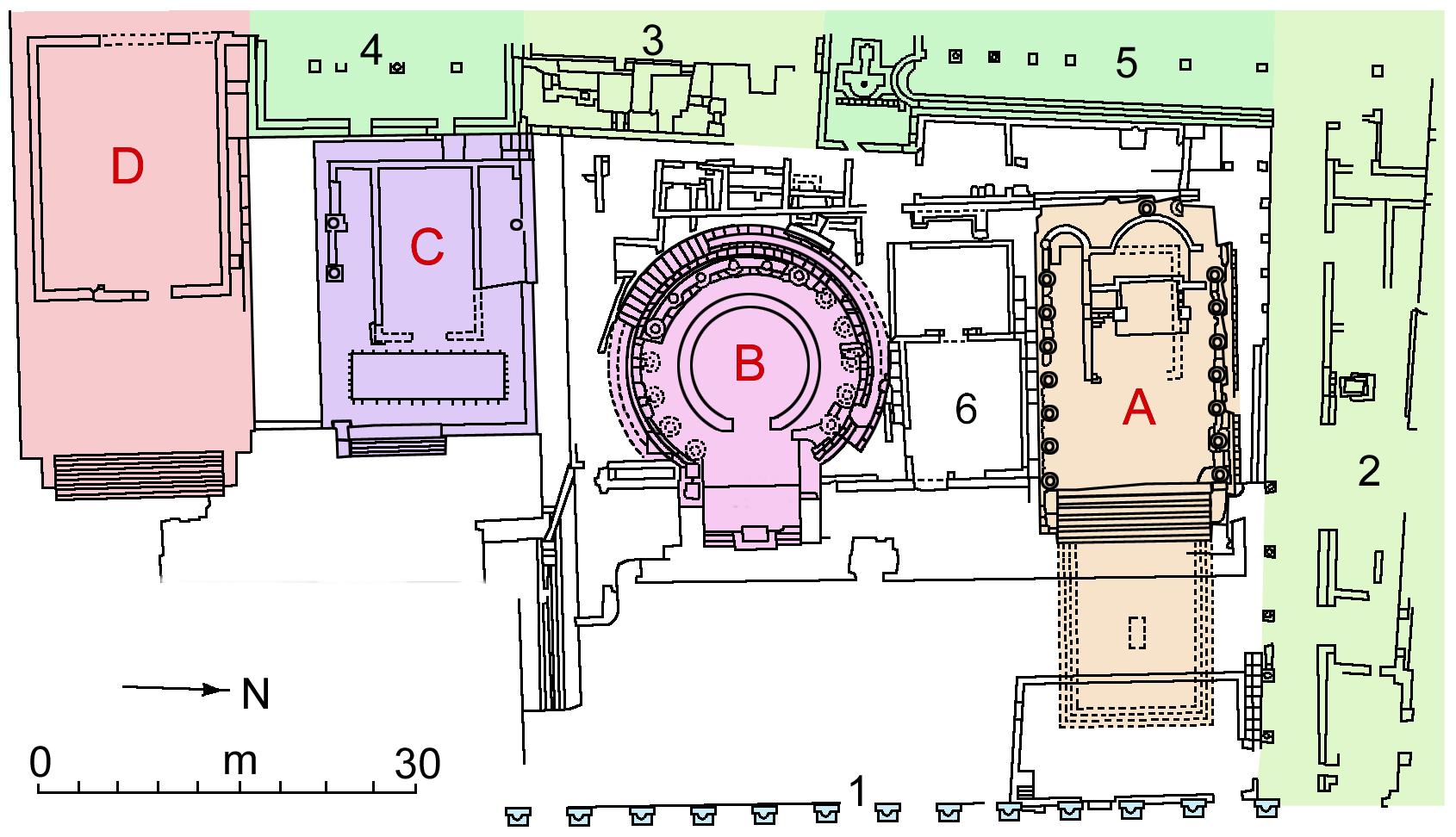
Diagrama da "Área Sagrada" do Largo di Torre Argentina. Os templos são o Templo de Juturna ("A"), o Templo da Fortuna do Dia ("B"), o Templo de Ferônia ("C") e o Templo dos Lares Permarinos ("D").

As características dos teatros romanos são similares às dos teatros gregos, mais antigos, nos quais foram baseados. Porém, os teatros romanos tinham algumas diferenças específicas, especialmente o fato de serem construídos sob fundações próprias e não em encostas naturais ou montes aterrados e por serem fechados nos quatro lados. A utilização de concreto e fundações de pedra foram fundamentais para permitir uma construção desta magnitude. O palco e a scaenae frons do teatro estão ligados diretamente ao auditório formando uma única estrutura fechada, o que criou problemas acústicos que tiveram que ser resolvidos com técnicas diferentes das utilizadas pelos gregos.
O teatro de Pompeu serviu de modelo para quase todos os futuros teatros de Roma e do império. Entre as estruturas de estilo similar estão o Teatro de Marcelo e o Teatro de Balbo. O Templo da Vênus Victrix ficava localizado de frente para o palco. Em outubro de 2012, arqueólogos espanhóis alegaram ter descoberto a localização da estrutura de concreto erigida por Augusto no local onde César foi assassinado.
O complexo do Teatro de Pompeu servia como um contraponto ao Fórum Romano e é possível que sua construção tenha sido a inspiração para os futuros Fóruns Imperiais. Júlio César, por exemplo, copiou a utilização de espólios de guerra para ilustrar e glorificar sua própria imagem por Pompeu quando construiu seu próprio fórum. O Fórum de César, por sua vez, foi depois copiado pelos imperadores. A utilização de espaço público incorporando templos para avançar ambições políticas já era comum na época de Sula. A utilização de associações religiosas e rituais para glorificação e propaganda política era uma tentativa de projetar uma imagem pública favorável.

### Complexo de templos anexo
O complexo do teatro de Pompeu incorporou quatro templos republicanos mais antigos numa seção chamada "Área Sagrada", hoje visível no Largo di Torre Argentina. Ali estão os restos do lado leste do quadripórtico e três dos quatro templos. Os restos do quarto templo estão soterrados pelas modernas ruas da região. Este local foi escavado por ordem de Benito Mussolini nas décadas de 20 e 30 do século XX. Os templos são o Templo de Juturna ("A" no diagrama), o Templo da Fortuna do Dia ("B"), o Templo de Ferônia ("C") e o Templo dos Lares Permarinos ("D").

## Localização
| Planimetria do Campo de Marte meridional |
| --- |
| Tibre Navália Circo Flamínio Teatro de Marcelo T. de DianaC T. da Piedade T. de Jano T. de Juno T. de Spes Templo de Belona Templo de Apolo Sosiano Templo de Júpiter Estator Templo de Juno Regina Pórtico de Otávia Portico de Filipo T. de Hércules Portico de Otávio Teatro de Balbo Cripta de Balbo Portico de Minúcio T. das Ninfas Diribitório T. de Juturna T. da Fortuna T. de Ferônia T. dos Lares Permarinos Cúria de Pompeu Portico de Pompeu Teatro de Pompeu Templo da Vênus Victrix Templo de Marte Santuário de Hércules Grande Vigia Templo de Castor e Pólux Ponte Fabrício Ilha Tiberina Pórtico dos Máximos T. de Netuno Pórtico dos Deuses Vila Pública Hecatostilo T. da Fortuna Equestre Anfiteatro de Estacílio Tauro (?) |